# 전주시 을
전주시 을은 대한민국의 국회의원 선거구이다. 전북특별자치도 전주시 완산구 일부 지역을 관할한다. 현직 국회의원은 더불어민주당의 이성윤이다.

## 역사
대한민국 제20대 국회의원 선거를 앞두고 전주시 지역의 선거구 개편이 이루어졌다. 이에 전주시 완산구 을 선거구가 전주시 을 선거구로 개편되면서 신설되었다.

## 관할 구역
| 대수  | 관할 구역                                                                                    |
| ----- | -------------------------------------------------------------------------------------------- |
| 20대  | 전주시 완산구 서신동, 삼천1동, 삼천2동, 삼천3동, 효자1동, 효자2동, 효자3동, 효자4동          |
| 21대~ | 전주시 완산구 서신동, 삼천1동, 삼천2동, 삼천3동, 효자1동, 효자2동, 효자3동, 효자4동, 효자5동 |

## 역대 국회의원
| 선거   | 정당 | 정당         | 의원   |
| ------ | ---- | ------------ | ------ |
| 2016년 |      | 새누리당     | 정운천 |
| 2020년 |      | 더불어민주당 | 이상직 |
| 2023년 |      | 진보당       | 강성희 |
| 2024년 |      | 더불어민주당 | 이성윤 |

## 역대 선거 결과

### 대한민국 제20대 국회의원 선거
|  | 37.53% |

|  | 37.43% |

|  | 22.84% |

|  | 2.18% |

### 대한민국 제21대 국회의원 선거
|  | 62.54% |

|  | 20.08% |

|  | 6.57% |

|  | 4.20% |

|  | 3.56% |

|  | 2.63% |

|  | 0.39% |

### 2023년 대한민국 재보궐선거
|  | 39.07% |

|  | 32.11% |

|  | 10.14% |

|  | 9.15% |

|  | 8.00% |

|  | 1.50% |

### 대한민국 제22대 국회의원 선거
|  | 66.38% |

|  | 20.63% |

|  | 11.50% |

|  | 0.96% |

|  | 0.51% |